# Vittorino Veronese
Vittorino Veronese (Vicenza, 1 de marzo de 1910 -  Roma, 3 de septiembre de 1986) fue un abogado italiano, director general de la Unesco (1958-1961). 

## Biografía
Con un doctorado en ley y como abogado, tuvo un interés concreto en los problemas sociales y educativos y en la cooperación internacional. Después del derrumbamiento de Benito Mussolini fue nombrado secretario general del Movimiento de la "Azione Cattolica Italiana" (ACI). 
Luego fue presidente del Instituto Católico para la Actividad Social y de Azione Cattolica (1944-1952). Representó a Italia como miembro del Comité ejecutivo de la UNESCO (1952-1956), siendo posteriormente elegido presidente del mismo (1956-1958), y director general de la organización (1958-1961). Dimitió por razones de salud en 1961. 
| Predecesor: Luther H. Evans | Director general de la UNESCO 1958-1961 | Sucesor: René Maheu |

- Datos: Q1388396
- Multimedia: Vittorino Veronese / Q1388396